# Palais Lobanov-Rostovsky

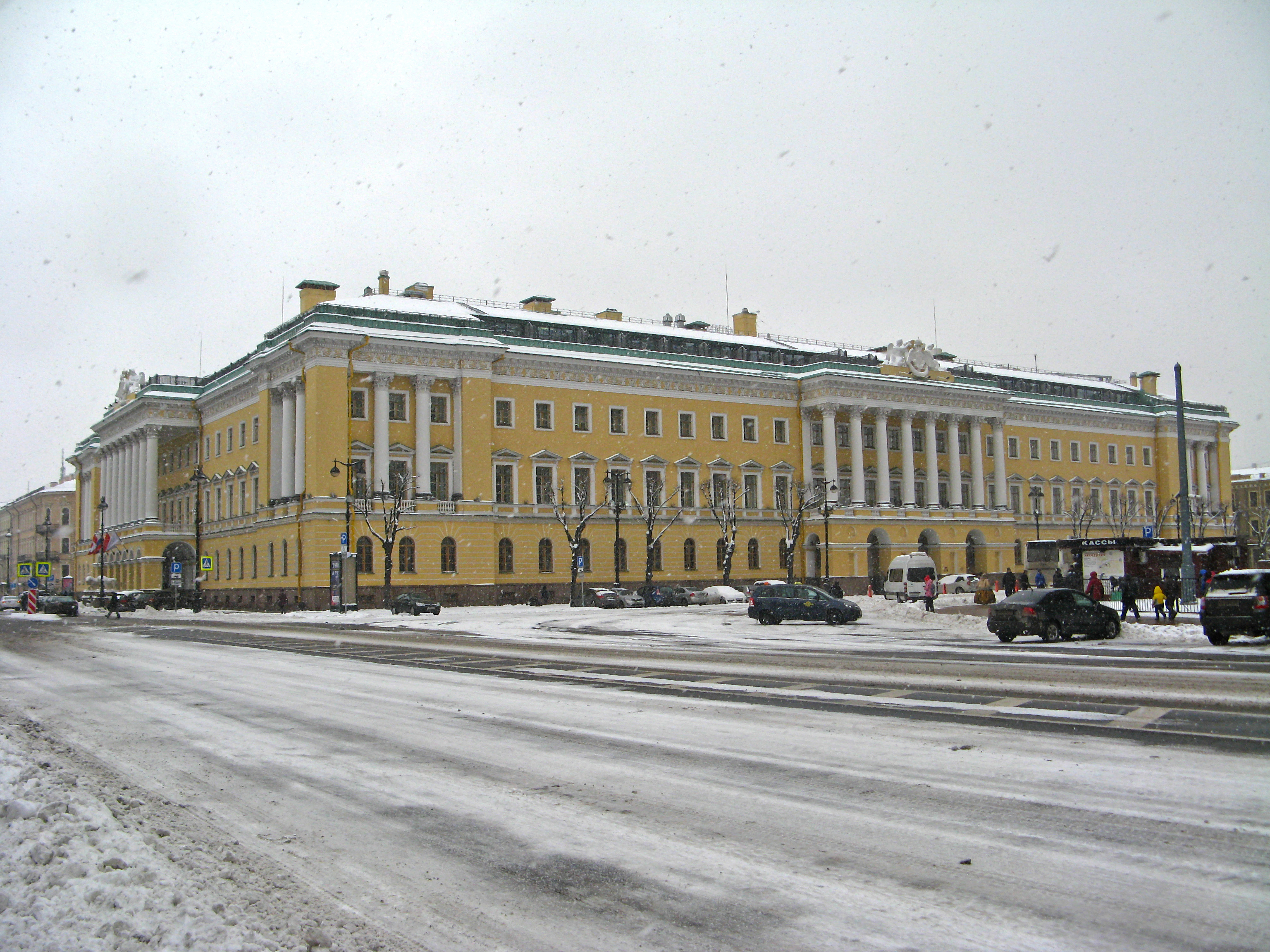
Le palais en février 2016

La résidence Lobanov-Rostovsky ou le palais Lobanov-Rostovsky est un édifice situé au 12, perspective de l'Amirauté dans le centre de Saint-Pétersbourg, en Russie. Il a été construit en 1817-1820 pour le prince Alexandre Yakovlevitch Lobanov-Rostovsky. Aujourd'hui, le bâtiment abrite un hôtel de luxe de la chaîne Four Seasons Hotels and Resorts, sous le nom de Four Seasons Hotel Lion Palace, en référence aux deux lions Médicis à l'entrée principale.
Il ne doit pas être confondu avec la maison Lobanov-Rostovsky au 43, rue Miasnitskaïa à Moscou.

## Architecture

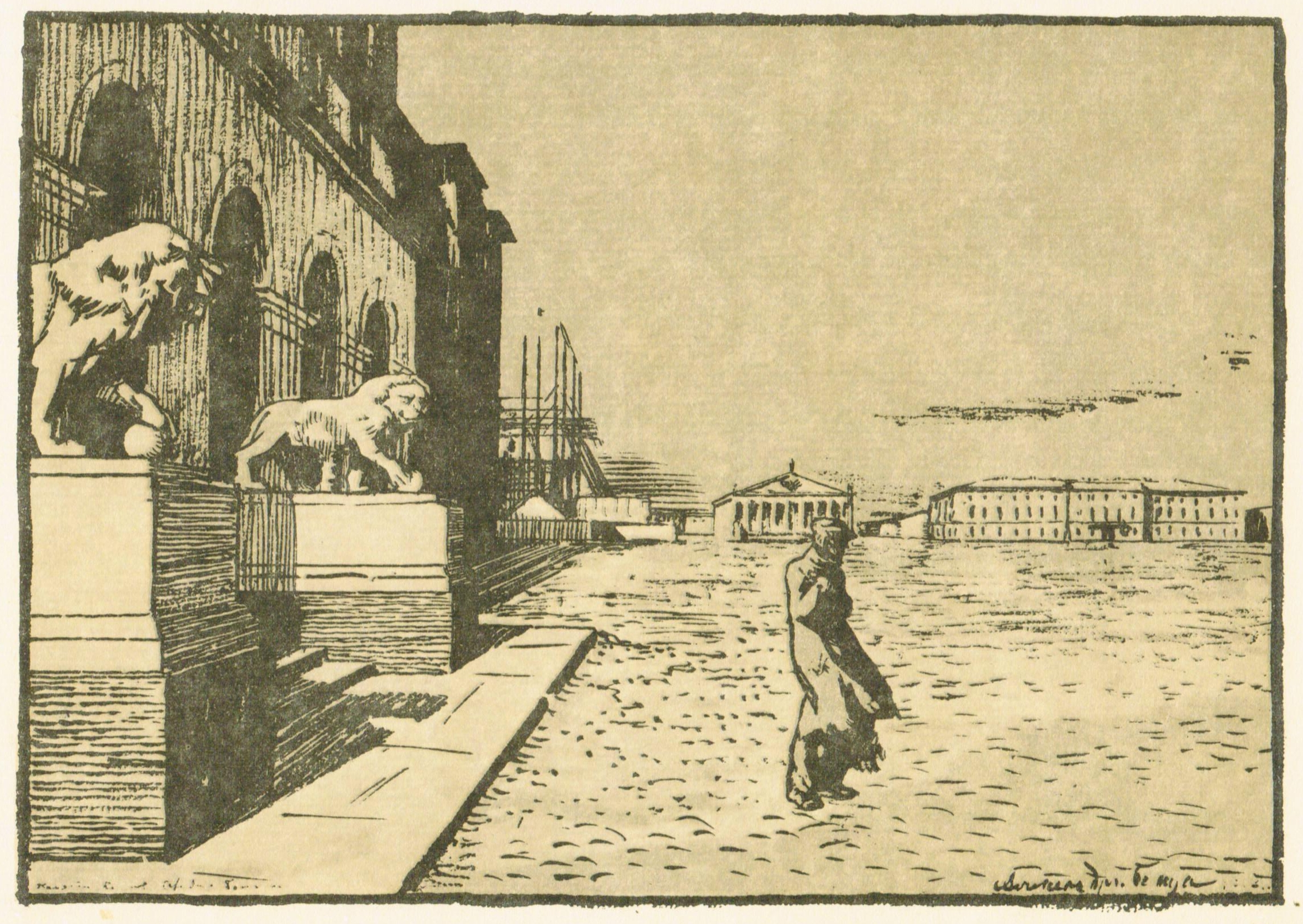
Les lions Médicis du palais, illustrés par Alexandre Benois vers 1900.

L'édifice de style néoclassique ou Empire est une œuvre de jeunesse de l'architecte Auguste de Montferrand. Le bâtiment triangulaire fait face au jardin de l'Amirauté, à l'avenue Voznesensky et à la place Saint-Isaac.
L'entrée principale, sur la perspective de l'Amirauté, a un portique à huit colonnes faisant face au bâtiment de l'Amirauté, et son porche est gardé par des lions Médicis en marbre blanc du sculpteur Paolo Triscorni sur des socles en granit,. Les sculptures de Triscorni ont été rendues célèbres par Pouchkine dans son dernier long poème, Le Cavalier de bronze.

## Histoire

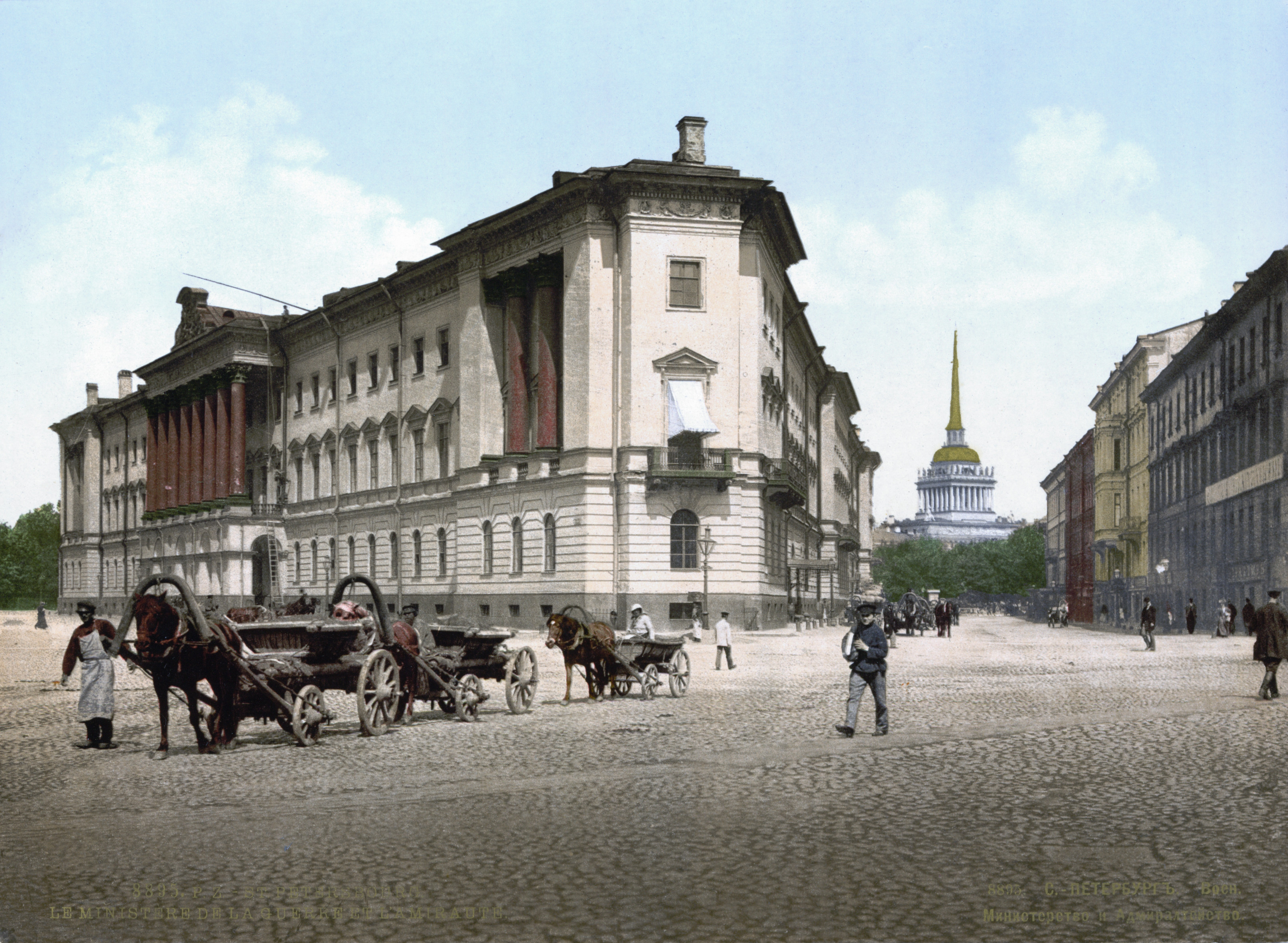
La résidence Lobanov-Rostovsky vers 1890-1900

En 1824, la mezzanine et le premier étage de la résidence sont loués au ministère de la Guerre de l'Empire russe pour 63 000 roubles par an. Le 23 juin 1828, l'ensemble du bâtiment est acheté par le Trésor public pour un million de roubles, et en 1829-1830 il est rénové pour répondre aux besoins du ministère. Il abrita les principaux établissements du ministère jusqu'à sa dissolution en 1918.
Après octobre 1917, il y avait une Académie Militaire-Politique, un musée aéronautique et un dortoir dans le bâtiment. À partir de 1946, l'Institut de Projets numéro 1, l'organisation principale pour la conception de bâtiments et de complexes industriels, était située ici.
En 2009, un projet de rénovation du bâtiment de la chaîne Four Seasons Hotels and Resorts a commencé, qui devait initialement ouvrir en 2011, puis reporté au début 2012 et plus tard à la mi-2013. Le projet a ensuite été achevé et l'hôtel a commencé à fonctionner sous le nom de Four Seasons Hotel Lion Palace.